# St. Andreas (Kuddewörde)

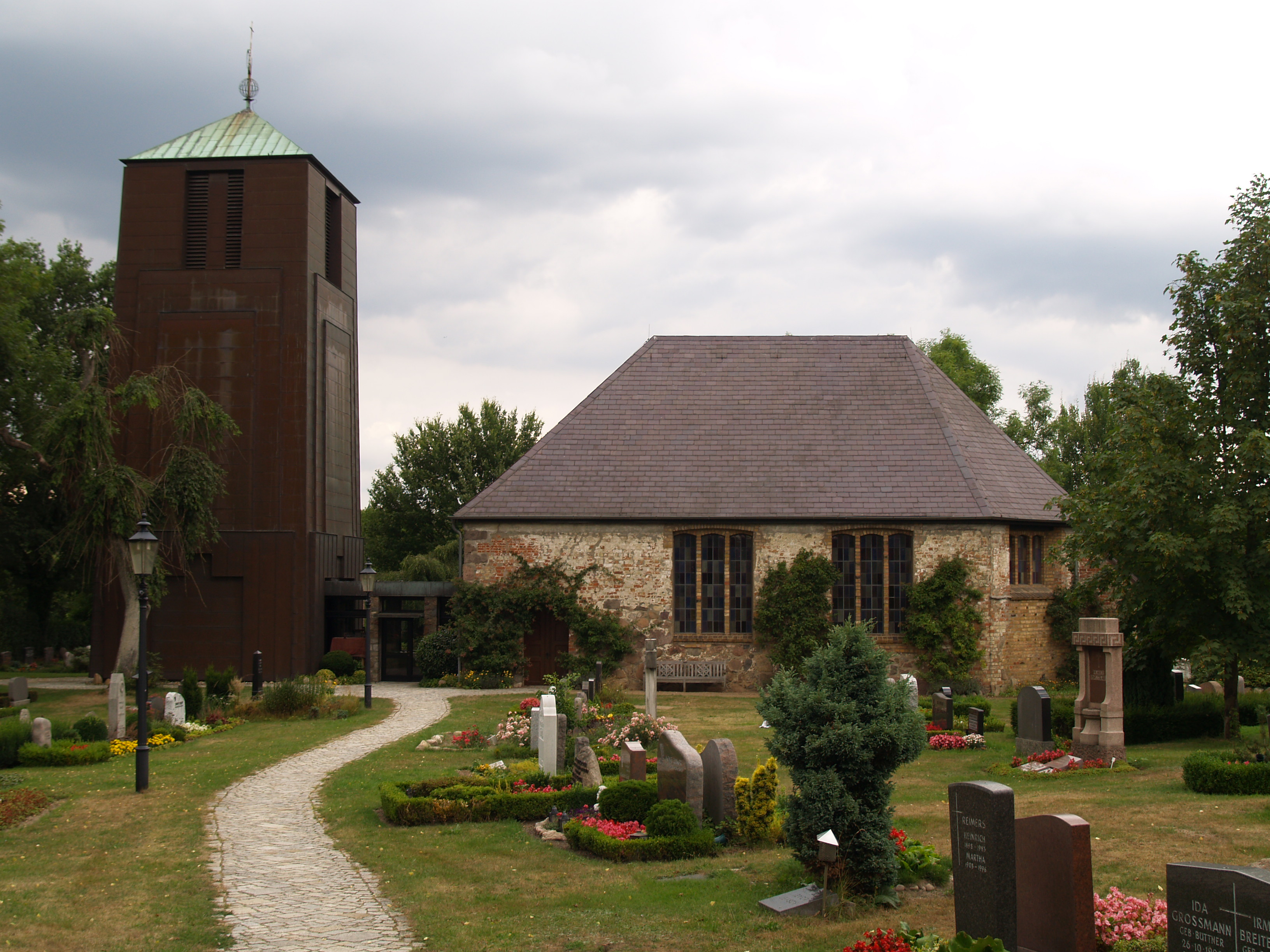
St. Andreas (Kuddewörde)

Die Kirche St. Andreas ist ein geschütztes Kulturdenkmal mit der Objekt-ID 3327 im Denkmalschutzgesetz auf dem Friedhof von Kuddewörde, einer Gemeinde im Kreis Herzogtum Lauenburg in Schleswig-Holstein. Die Kirchengemeinde gehört zum Kirchenkreis Lübeck-Lauenburg der Evangelisch-Lutherischen Kirche in Norddeutschland.

## Beschreibung
Die Saalkirche besteht aus einem um 1500 erbauten, im Osten dreiseitig abgeschlossenen Langhaus und einem 1956–59 abseits im Westen errichteten, mit einem flachen Pyramidendach bedeckten Glockenturm. Kirche und Turm sind durch einen Gebäudetrakt verbunden, in dem sich das Portal befindet.
Der Innenraum des Langhauses wurde 1871 nach einem Entwurf des Landbaumeisters Carl August Wilhelm Lohmeyer (1824–1883) zur Staffelhalle mit einem Mittelschiff und zwei Seitenschiffen umgestaltet. Das leicht erhöhte Mittelschiff ist mit einem Tonnengewölbe überspannt. Die Orgel wurde von Rudolf von Beckerath Orgelbau errichtet.